# Punat
Punat – miasto w Chorwacji, w żupanii primorsko-gorskiej, siedziba gminy Punat. Leży na wyspie Krk. W 2011 roku liczyło 1860 mieszkańców.

## Historia
Nazwa "Punat" wywodzi się ze słowa most (grec. pons). Pierwsze siedlisko w starożytności znajdowało się na końcu zatoki naprzeciw półwyspu Prniba. Pierwsze wzmianki o mieście pochodzą z kronik greckich i rzymskich.
W 1377 roku Punat pojawił się pierwszy raz pod tą nazwą w dokumentach państwowych. W 1922 roku z inicjatywy Nicola Zoriċ powstała tam pierwsza
stocznia. Ludność zajmowała się głównie rolnictwem, rybołówstwem oraz eksploatacją wielkich obszarów gajów oliwkowych.